# جون ووكر (أمين متحف)
جون ووكر (بالإنجليزية: John Walker)‏ هو أمين متحف أمريكي، ولد في 24 ديسمبر 1906 في بيتسبرغ في الولايات المتحدة، وتوفي في 15 أكتوبر 1995 في Amberley, West Sussex ‏ في المملكة المتحدة.